# Торунска епархия
Торунската епархия (на полски: Diecezja toruńska; на латински: Dioecesis Thoruniensis) е административно-териториална единица на католическата църква в Полша, западен обред. Суфраганна епископия на Гданската митрополия. Установена на 25 март 1992 година с булата „Totus Tuus Poloniae Populus“ на папа Йоан-Павел II. Заема площ от 5 427 км2 и има 580 604 верни. Седалище на епископа е град Торун.

## Деканати
В състава на епархията влизат двадесет и четири деканата.
| - Бежгловски деканат - Бродницки деканат - Вонбжески деканат - Голюбски деканат - I Груджьондзки деканат - II Груджьондзки деканат - Гужненски деканат - Джялдовски деканат | - Ковалевски деканат - Кужентницки деканат - Лидзбарски деканат - Лашински деканат - Любавски деканат - Новомейски деканат - Радзински деканат - Рибненски деканат | - I Торунски деканат - II Торунски деканат - III Торунски деканат - IV Торунски деканат - Униславски деканат - Хелмжински деканат - Хелмински деканат - Яблоновски деканат |